# Associazione Sportiva Roma 1946-1947
Questa voce raccoglie le informazioni riguardanti l'Associazione Sportiva Roma nelle competizioni ufficiali della stagione 1946-1947.

## Stagione
Durante la stagione, con il ritorno della Serie A, la Roma raggiunge il 15º posto finale.

## Divise
La divisa primaria è costituita da maglia rossa con collo a V giallo, pantaloncini bianchi, calze rosse bordate di giallo; in trasferta viene usata una maglia bianca con banda orizzontale giallorossa, pantaloncini bienchi e calzettoni rossi bordati di giallo. Viene usata in alcune occasioni un'altra divisa nelle trasferte, costituita da maglia grigia con colletto rosso e banda rossa orizzontale con pantaloncini neri e calze a strisce orizzontali gialle e rosse. I portieri hanno due divise: una costituita da maglia grigia con colletto a polo, pantaloncini neri e calzettoni rossi bordati di giallo, l'altra presenta gli stessi calzettoni e calzoncini della terza divisa, abbinati con maglia verde decorata da una V gialla e rossa.
| Casa | Trasferta | Terza divisa | 1ª div. portiere | 2ª div. portiere |

## Organigramma societario
Di seguito l'organigramma societario.
Area direttiva
- Presidente:  Pietro Baldassarre

Area tecnica
- Allenatore: Giovanni Degni

## Rosa
Di seguito la rosa.
| N. |                      | Ruolo | Calciatore          |
| -- | -------------------- | ----- | ------------------- |
|    | Italia (bandiera)    | P     | Cesare Francalancia |
|    | Italia (bandiera)    | P     | Fosco Risorti       |
|    | Italia (bandiera)    | P     | Pietro Benedetti    |
|    | Italia (bandiera)    | D     | Sergio Andreoli     |
|    | Italia (bandiera)    | D     | Luigi Brunella      |
|    | Italia (bandiera)    | D     | Corrado Contin      |
|    | Argentina (bandiera) | D     | Gregorio Esperón    |
|    | Italia (bandiera)    | D     | Claudio Matteini    |
|    | Italia (bandiera)    | D     | Enrico Schiavetti   |
|    | Italia (bandiera)    | C     | Alfredo Bordonali   |
|    | Italia (bandiera)    | C     | Alfredo Ciucci      |

| N. |                      | Ruolo | Calciatore               |
| -- | -------------------- | ----- | ------------------------ |
|    | Argentina (bandiera) | C     | Vicente Di Paola         |
|    | Italia (bandiera)    | C     | Paolo Jacobini           |
|    | Albania (bandiera)   | C     | Naim Krieziu             |
|    | Italia (bandiera)    | C     | Ruggero Salar            |
|    | Italia (bandiera)    | A     | Amedeo Amadei (capitano) |
|    | Italia (bandiera)    | A     | Antonio Fusco            |
|    | Italia (bandiera)    | A     | Stefano Ferrari          |
|    | Italia (bandiera)    | A     | Omero Losi               |
|    | Argentina (bandiera) | A     | Miguel Ángel Pantó       |
|    | Italia (bandiera)    | A     | Umberto Renica           |
|    | Italia (bandiera)    | A     | Goffredo Stabellini      |

## Calciomercato
Di seguito il calciomercato.
| Acquisti | Acquisti            | Acquisti       | Acquisti   |
| R.       | Nome                | da             | Modalità   |
| -------- | ------------------- | -------------- | ---------- |
| P        | Pietro Benedetti    | Albatrastevere | definitivo |
| D        | Gregorio Esperón    | Platense       | definitivo |
| C        | Alfredo Bordonali   | -              | svincolato |
| C        | Alfredo Ciucci      | -              | ?          |
| C        | Vicente Di Paola    | Almagro        | definitivo |
| A        | Stefano Ferrari     | Brescia        | definitivo |
| A        | Omero Losi          | Reggiana       | definitivo |
| A        | Umberto Renica      | Lecco          | definitivo |
| A        | Goffredo Stabellini | Bondenese      | definitivo |

| Cessioni | Cessioni              | Cessioni    | Cessioni   |
| R.       | Nome                  | a           | Modalità   |
| -------- | --------------------- | ----------- | ---------- |
| C        | Vittorio Dagianti     | Salernitana | definitivo |
| C        | Luigi Di Pasquale     | Cesena      | definitivo |
| D        | Cesare Benedetti (II) | Salernitana | definitivo |
| A        | Giuliano Borin        | Tivoli      | prestito   |
| A        | Enzo Cozzolini        | Rieti       | definitivo |
| A        | Omero Urilli          | Taranto     | definitivo |

## Risultati

### Serie A

#### Girone di andata
| Arbitro: | Pizziolo (Firenze) |

|                      |           |              |
| Amadei 48’, 74’, 80’ | Marcatori | 67’ Bassetto |

| Arbitro: | Bertolio (Torino) |

|                                              |           |            |
| Raccis 21’ Taccola 43’ Picchi 60’ Degano 55’ | Marcatori | 52’ Amadei |

| Arbitro: | Bellè (Venezia) |

|                                   |           |  |
| Renica 9’ Di Paola 44’ Amadei 87’ | Marcatori |  |

| Arbitro: | Camiolo (Milano) |

|  |           |               |
|  | Marcatori | 39’, 73’ Losi |

| Arbitro: | Bernardi (Bologna) |

|                                  |           |                                   |
| Valeriano Ottino 22’ Novello 55’ | Marcatori | 14’, 77’ (rig.) Amadei 44’ Renica |

| Arbitro: | Zilli (Reggio Emilia) |

|            |           |                                        |
| Amadei 88’ | Marcatori | 33’ Ossola 74’ Castigliano 81’ Mazzola |

| Arbitro: | Longagnani (Modena) |

|                        |           |             |
| Amadei 30’ Krieziu 41’ | Marcatori | 28’ Bertoni |

| Arbitro: | Bonivento (Venezia) |

|                                          |           |          |
| Gimona 47’ Annovazzi 65’ Carapellese 66’ | Marcatori | 15’ Losi |

| Arbitro: | Agnolin (Bassano del Grappa) |

|                     |           |                                                                   |
| Varglien 12’ (aut.) | Marcatori | 30’, 40’ Piola 51’ Sentimenti III 56’ (aut.) Matteini 73’ Astorri |

| Milano 24 novembre 1946 10ª giornata | Inter             | 0 – 0 referto | Roma | Arena Civica (30 000 circa spett.)\| Arbitro: \| Bertolio (Torino) \| |
| Arbitro:                             | Bertolio (Torino) |               |      |                                                                       |

| Roma 8 dicembre 1946, ore 14:30 11ª giornata | Roma           | 0 – 0 referto | Modena | Stadio Nazionale (20 000 circa spett.)\| Arbitro: \| Gamba (Napoli) \| |
| Arbitro:                                     | Gamba (Napoli) |               |        |                                                                        |

| Arbitro: | Stampacchia (Napoli) |

|                             |           |  |
| Krieziu 5’, 87’ Ferrari 47’ | Marcatori |  |

| Arbitro: | Bernardi (Bologna) |

|                                |           |  |
| Dalla Torre 9’, 42’ Chizzo 89’ | Marcatori |  |

| Arbitro: | Bertolio (Torino) |

|                        |           |  |
| Amadei 73’ Ferrari 81’ | Marcatori |  |

| Arbitro: | Donati (Milano) |

|                            |           |  |
| Tontodonati 52’ Cavone 87’ | Marcatori |  |

| Arbitro: | Tassini (Verona) |

|  |           |                         |
|  | Marcatori | 44’ Ferrari 78’ Krieziu |

| Roma 19 gennaio 1947, ore 15:00 17ª giornata | Roma              | 0 – 0 referto | Napoli | Stadio Nazionale (21 000 spett.)\| Arbitro: \| Zelocchi (Modena) \| |
| Arbitro:                                     | Zelocchi (Modena) |               |        |                                                                     |

| Arbitro: | Pera (Firenze) |

|                                  |           |  |
| Brunella 43’ (aut.) Sperotto 55’ | Marcatori |  |

| Arbitro: | Pizziolo (Firenze) |

|              |           |  |
| Stradella 9’ | Marcatori |  |

#### Girone di ritorno
| Arbitro: | Galeati (Bologna) |

|                                                 |           |  |
| Fabbri 1’ Barsanti 9’ Fiorini 12’ Gramaglia 19’ | Marcatori |  |

| Arbitro: | Canavesio (Torino) |

|  |           |            |
|  | Marcatori | 35’ Picchi |

| Roma 2 marzo 1947, ore 15:00 22ª giornata | Lazio             | 0 – 0 | Roma | Stadio Nazionale\| Arbitro: \| Bertolio (Torino) \| |
| Arbitro:                                  | Bertolio (Torino) |       |      |                                                     |

| Arbitro: | Cicardi (Lecco) |

|                                          |           |             |
| Ferrari 5’, 16’, 64’ Andreoli 58’ (rig.) | Marcatori | 52’ Bernard |

| Arbitro: | Maglio (Torino) |

|                     |           |                        |
| Andreoli 67’ (rig.) | Marcatori | 46’ Renosto 70’ Ottino |

| Arbitro: | Agnolin (Bassano del Grappa) |

|                                           |           |  |
| Mazzola 11’ Gabetto 52’, 66’ Ferraris 88’ | Marcatori |  |

| Arbitro: | Bernardi (Bologna) |

|                            |           |  |
| Paolini 36’ Penzo 59’, 68’ | Marcatori |  |

| Arbitro: | Zambotto (Padova) |

|         |           |                 |
| Losi 1’ | Marcatori | 90’ Clocchiatti |

| Arbitro: | Bellè (Parma) |

|                                                           |           |  |
| Korostelev 2’ Candiani 9’ (rig.), 50’ (rig.) Vycpálek 67’ | Marcatori |  |

| Arbitro: | Galeati (Bologna) |

|                        |           |                 |
| Amadei 50’ Ferrari 69’ | Marcatori | 73’ Cosimo Muci |

| Arbitro: | Cambi (Livorno) |

|               |           |  |
| Brighenti 37’ | Marcatori |  |

| Bergamo 18 maggio 1947 31ª giornata | Atalanta        | 0 – 0 referto | Roma | Stadio Comunale (10 000 circa spett.)\| Arbitro: \| Pieri (Trieste) \| |
| Arbitro:                            | Pieri (Trieste) |               |      |                                                                        |

| Arbitro: | Bertolio (Torino) |

|  |           |           |
|  | Marcatori | 75’ Macrí |

| Arbitro: | Canavesio (Torino) |

|                               |           |                          |
| Gritti 31’, 65’ Marchetti 51’ | Marcatori | 36’, 75’ Losi 71’ Amadei |

| Arbitro: | Camiolo (Milano) |

|                           |           |  |
| Schiavetti 64’ Amadei 78’ | Marcatori |  |

| Arbitro: | Scotto (Savona) |

|              |           |            |
| Di Paola 53’ | Marcatori | 79’ Arcari |

| Arbitro: | Silvano (Torino) |

|  |           |                            |
|  | Marcatori | 42’ Salar 52’, 67’ Krieziu |

| Roma 29 giugno 1947, ore 17:00 37ª giornata | Roma            | 0 – 0 referto | Vicenza | Stadio Nazionale (10 000 circa spett.)\| Arbitro: \| Pieri (Trieste) \| |
| Arbitro:                                    | Pieri (Trieste) |               |         |                                                                         |

| Arbitro: | Sorbi (Genova) |

|  |           |                       |
|  | Marcatori | 29’ Lushta 41’ Sotgiu |

## Statistiche

### Statistiche di squadra
Di seguito le statistiche di squadra.
| Competizione | Punti | In casa | In casa | In casa | In casa | In casa | In casa | In trasferta | In trasferta | In trasferta | In trasferta | In trasferta | In trasferta | Totale | Totale | Totale | Totale | Totale | Totale | DR  |
| Competizione | Punti | G       | V       | N       | P       | Gf      | Gs      | G            | V            | N            | P            | Gf           | Gs           | G      | V      | N      | P      | Gf     | Gs     | DR  |
| ------------ | ----- | ------- | ------- | ------- | ------- | ------- | ------- | ------------ | ------------ | ------------ | ------------ | ------------ | ------------ | ------ | ------ | ------ | ------ | ------ | ------ | --- |
| Serie A      | 33    | 19      | 8       | 5       | 6       | 26      | 20      | 19           | 4            | 4            | 11           | 15           | 36           | 38     | 12     | 9      | 17     | 41     | 56     | -15 |
| Totale       | -     | 19      | 8       | 5       | 6       | 26      | 20      | 19           | 4            | 4            | 11           | 15           | 36           | 38     | 12     | 9      | 17     | 41     | 56     | -15 |

### Andamento in campionato
| Giornata  | 1 | 2 | 3 | 4 | 5 | 6 | 7 | 8 | 9 | 10 | 11 | 12 | 13 | 14 | 15 | 16 | 17 | 18 | 19 | 20 | 21 | 22 | 23 | 24 | 25 | 26 | 27 | 28 | 29 | 30 | 31 | 32 | 33 | 34 | 35 | 36 | 37 | 38 |
| --------- | - | - | - | - | - | - | - | - | - | -- | -- | -- | -- | -- | -- | -- | -- | -- | -- | -- | -- | -- | -- | -- | -- | -- | -- | -- | -- | -- | -- | -- | -- | -- | -- | -- | -- | -- |
| Luogo     | C | T | C | T | T | C | C | T | C | T  | C  | C  | T  | C  | T  | T  | C  | T  | T  | T  | C  | T  | C  | C  | T  | T  | C  | T  | C  | T  | T  | C  | T  | C  | C  | T  | C  | C  |
| Risultato | V | P | V | V | V | P | V | P | P | N  | N  | V  | P  | V  | P  | V  | N  | P  | P  | P  | P  | N  | V  | P  | P  | P  | N  | P  | V  | P  | N  | P  | N  | V  | N  | V  | N  | P  |
| Posizione | 1 | 4 | 3 | 3 | 2 | 4 | 3 | 4 | 7 | 6  | 8  | 8  | 8  | 8  | 8  | 7  | 6  | 8  | 8  | 9  | 11 | 10 | 10 | 13 | 14 | 14 | 14 | 16 | 14 | 16 | 15 | 16 | 17 | 15 | 16 | 14 | 14 | 15 |

Legenda:

Luogo: C = Casa; T = Trasferta. Risultato: V = Vittoria; N = Pareggio; P = Sconfitta.

### Statistiche dei giocatori
Desunte dalle testate giornalistiche dell'epoca.
| Giocatore       | Serie A  | Serie A |
| Giocatore       | Presenze | Reti    |
| --------------- | -------- | ------- |
| C. Francalancia | 6        | -12     |
| F. Risorti      | 32       | -44     |
| P. Benedetti    | 0        | -0      |
| S. Andreoli     | 38       | 2       |
| L. Brunella     | 33       | 0       |
| C. Contin       | 11       | 0       |
| G. Esperón      | 7        | 0       |
| C. Matteini     | 27       | 0       |
| E. Schiavetti   | 37       | 1       |
| A. Bordonali    | 4        | 0       |
| A. Ciucci       | 1        | 0       |
| V. Di Paola     | 31       | 2       |
| P. Jacobini     | 10       | 0       |
| N. Krieziu      | 32       | 6       |
| R. Salar        | 29       | 1       |
| A. Amadei       | 31       | 13      |
| A. Fusco        | 1        | 0       |
| S. Ferrari      | 20       | 7       |
| O. Losi         | 28       | 6       |
| M.A. Pantó      | 10       | 0       |
| U. Renica       | 26       | 2       |
| G. Stabellini   | 4        | 0       |

### Videografia
- Manuela Romano (a cura di), La storia della A.S. Roma (10 DVD-Video), Corriere dello Sport, Rai Trade, 2006.